# (803) Picka
(803) Picka – planetoida z pasa głównego asteroid okrążająca Słońce w ciągu 5 lat i 263 dni w średniej odległości 3,2 au. Została odkryta 21 marca 1915 roku w Obserwatorium Uniwersyteckim w Wiedniu przez Johanna Palisę. Nazwa pochodzi od Friedricha Picka (1867–1921), czeskiego lekarza. Przed nadaniem nazwy planetoida nosiła oznaczenie tymczasowe (803) 1915 WS.